# Winslow, Buckinghamshire
Winslow este un oraș în comitatul Buckinghamshire, regiunea South East England, Anglia. Orașul se află în districtul Aylesbury Vale.